# American Civil Liberties Union
American Civil Liberties Union (ACLU) – amerykańska organizacja non-profit, której celem jest ochrona praw obywatelskich gwarantowanych przez konstytucję. Założona w 1920 roku przez Crystal Eastman, Rogera Baldwina i Waltera Nellesa jest następcą National Civil Liberties Bureau założonego podczas I wojny światowej. W 2010 roku liczyła 1 200 000 członków. Działa poprzez lobbowanie. Dostarcza także opieki prawnej i pomocy osobom zagrożonym. Motto organizacji to: „bo wolność sama się nie może bronić.”